# 斯捷潘基 (莫希利夫-波迪利斯基區)
48°46′25″N 27°51′25″E / 48.77361°N 27.85694°E
斯捷潘基（烏克蘭語：Степанки），是烏克蘭的村落，位於該國西南部文尼察州，由莫希利夫-波迪利斯基区穆罗瓦尼-库里利夫齐市镇負責管轄，始建於1632年，面積1.79平方公里，海拔高度270米，2001年人口462。